# L'Amour sur un fil
 (juin 2011).
Si vous disposez d'ouvrages ou d'articles de référence ou si vous connaissez des sites web de qualité traitant du thème abordé ici, merci de compléter l'article en donnant les références utiles à sa vérifiabilité et en les liant à la section « Notes et références ».
L'Amour sur un fil est un téléfilm français réalisé par Michaëla Watteaux, diffusé en 2001.

## Synopsis
Un groupe d'ouvrières du textile décide de racheter leur usine qui doit être délocalisée. 

## Fiche technique
- Titre : L'Amour sur un fil
- Réalisation : Michaëla Watteaux
- Scénario : Catherine Moinot et Michaëla Watteaux
- Musique : Ionel Petroï
- Image : Mathieu Poirot-Delpech
- Son : Gérard Lecas
- Décors : Richard Cahours
- Montage : Frédric Massiot
- Production : Eddy Cherki
- Société de production : DEMD Productions, TF1
- Pays d'origine : France
- Format : Couleurs - 1,85:1 - Stéréo - HDTV
- Genre : Drame
- Durée : 95 minutes
- Date de sortie : 2001 sur TF1

## Distribution
- Cristiana Reali : Fadette
- Bruno Madinier : Mathieu
- Christine Citti : Aurélie
- Laetitia Lacroix : Elodie
- Caroline Baehr : Rose
- Nadia Barentin : Louise
- Charlotte Véry : Jeanne
- Frédérique Tirmont : Corinne
- Jean-Claude Bouillon : Pierre
- Erick Chabot : Antoine
- Jean-Michel Dupuis : Le créateur